# تلمبة آقا غنتشعلي خان (أرزوئية)
تلمبة آقا غنتشعلي خان (بالإنجليزية: Tolombeh-ye Ganchali Khan)‏ هي منطقة سكنية تقع في إيران في Arzuiyeh Rural District. يقدر عدد سكانها بـ 12 نسمة .